# 里士满 (塔斯马尼亚州)
里士满（英語：Richmond）是澳大利亚塔斯馬尼亞州的一个城镇，西南距荷巴特大约25千米。地处米德兰公路与塔斯曼公路之间。根据2006年普查结果，里士满共有880人口。

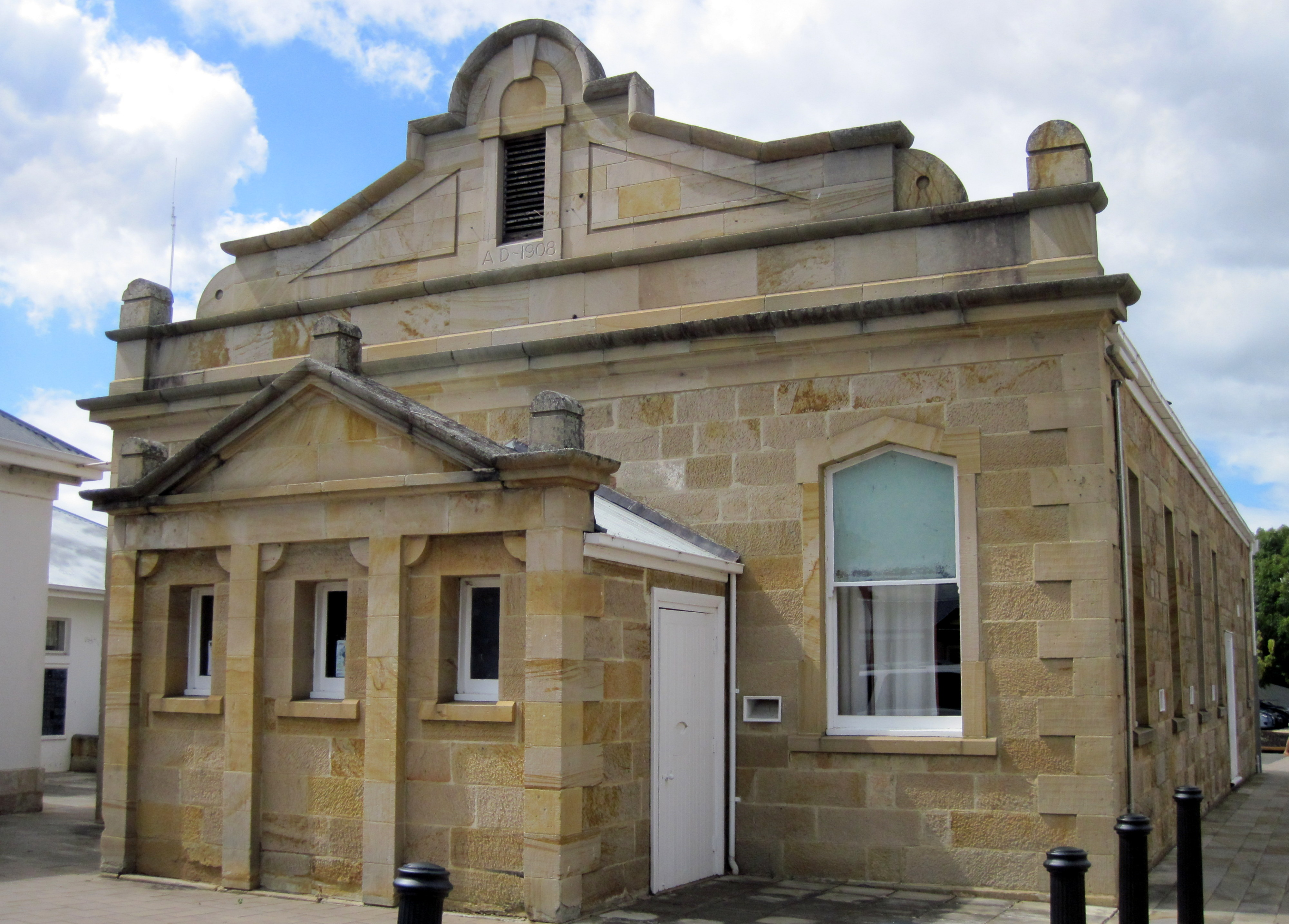
里士满市政厅

里士满最知名的地标为里士满桥，该桥梁建于1823至1825年间，大约即该镇最早有人定居的时期，是澳大利亚仍在使用的最古老的桥，也是澳大利亚最大的石拱桥。1832年6月1日，里士满邮局正式开业。1836年，圣约翰天主教堂设立于，其被视为澳大利亚最古老的罗马天主教堂。
里士满当地的旅游景点有里士满桥、 里士满监狱、祖都野生動物公園等。

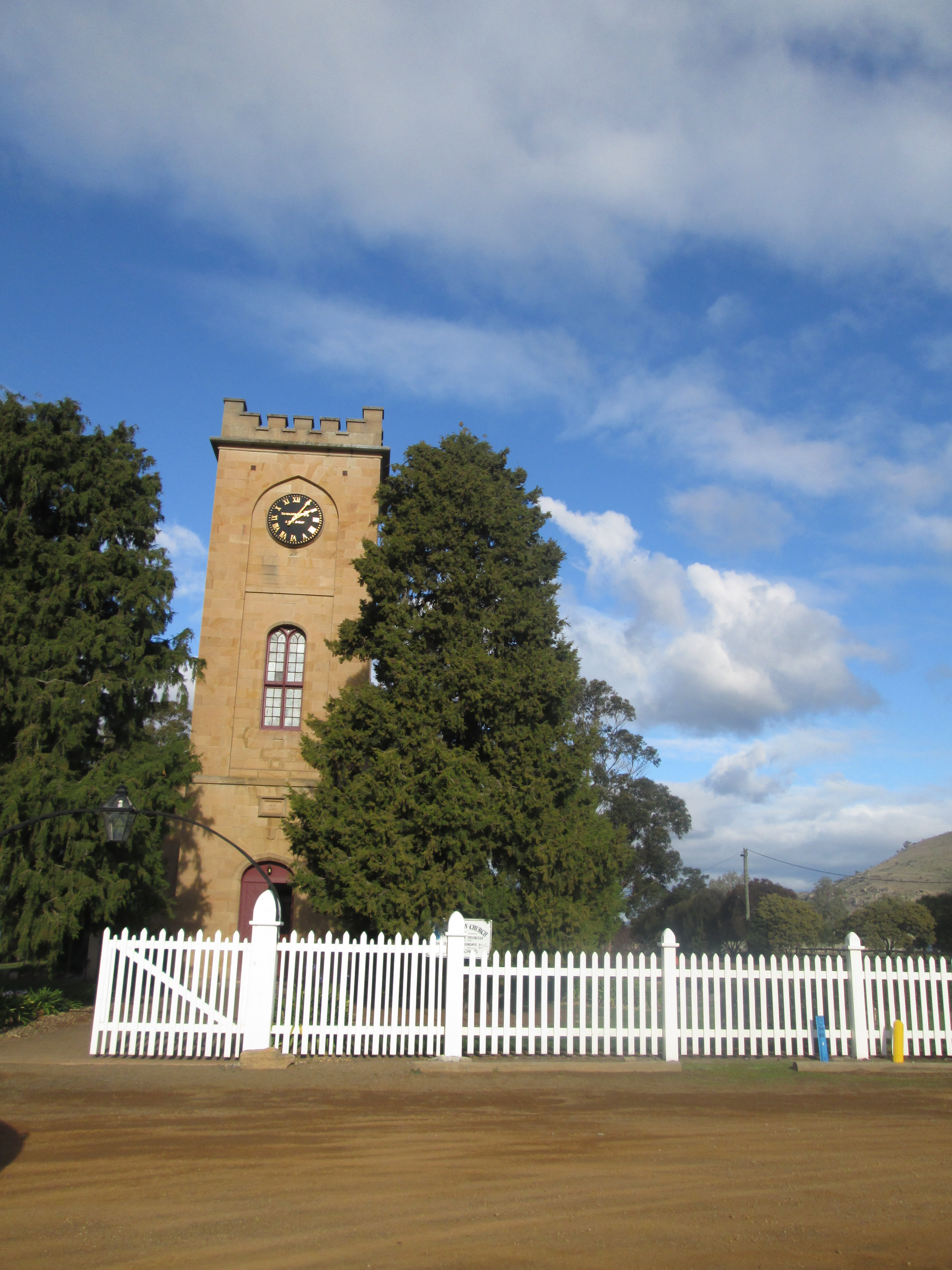
圣路加圣公会教堂
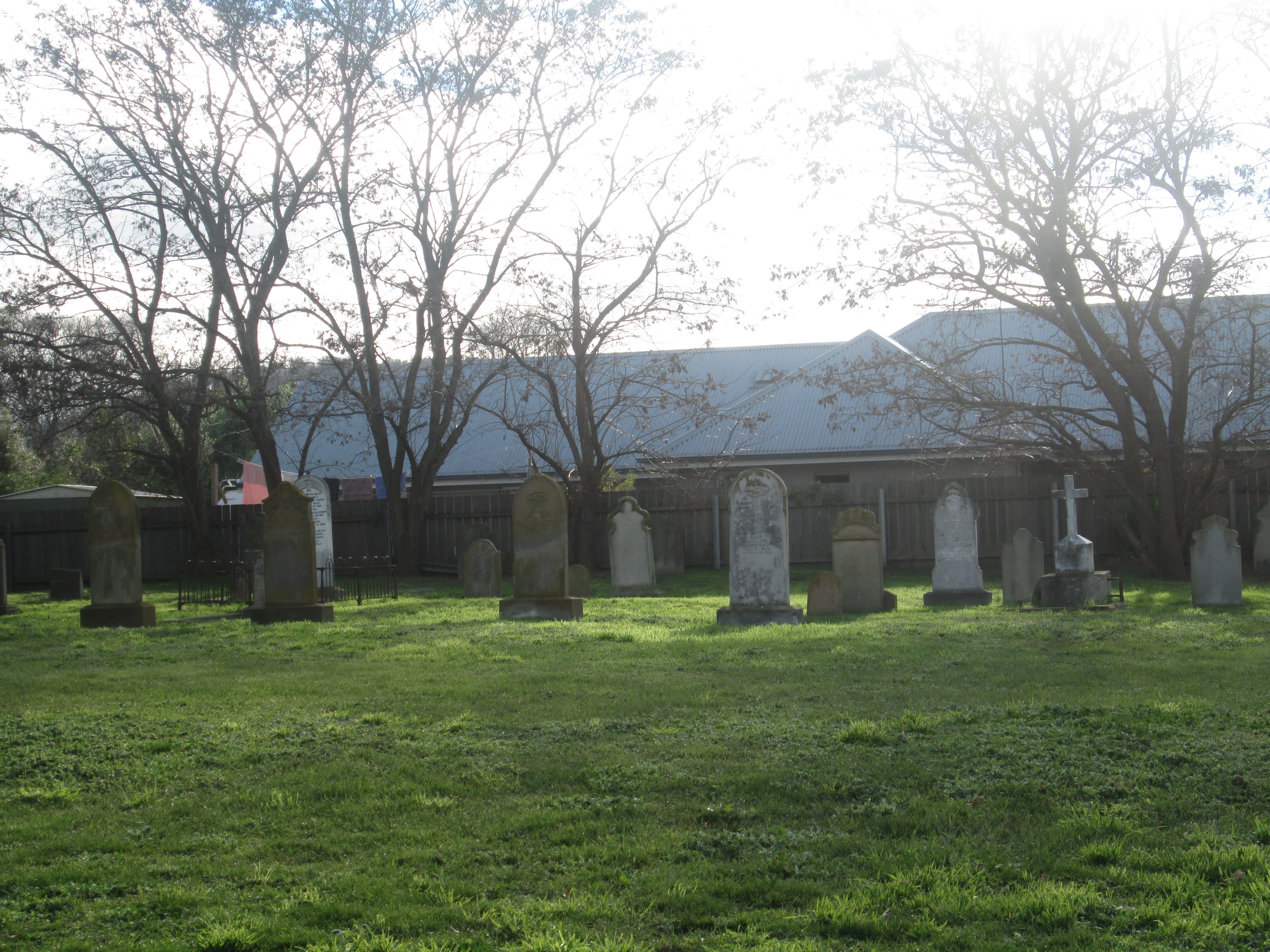
里士满的一块小型坟地
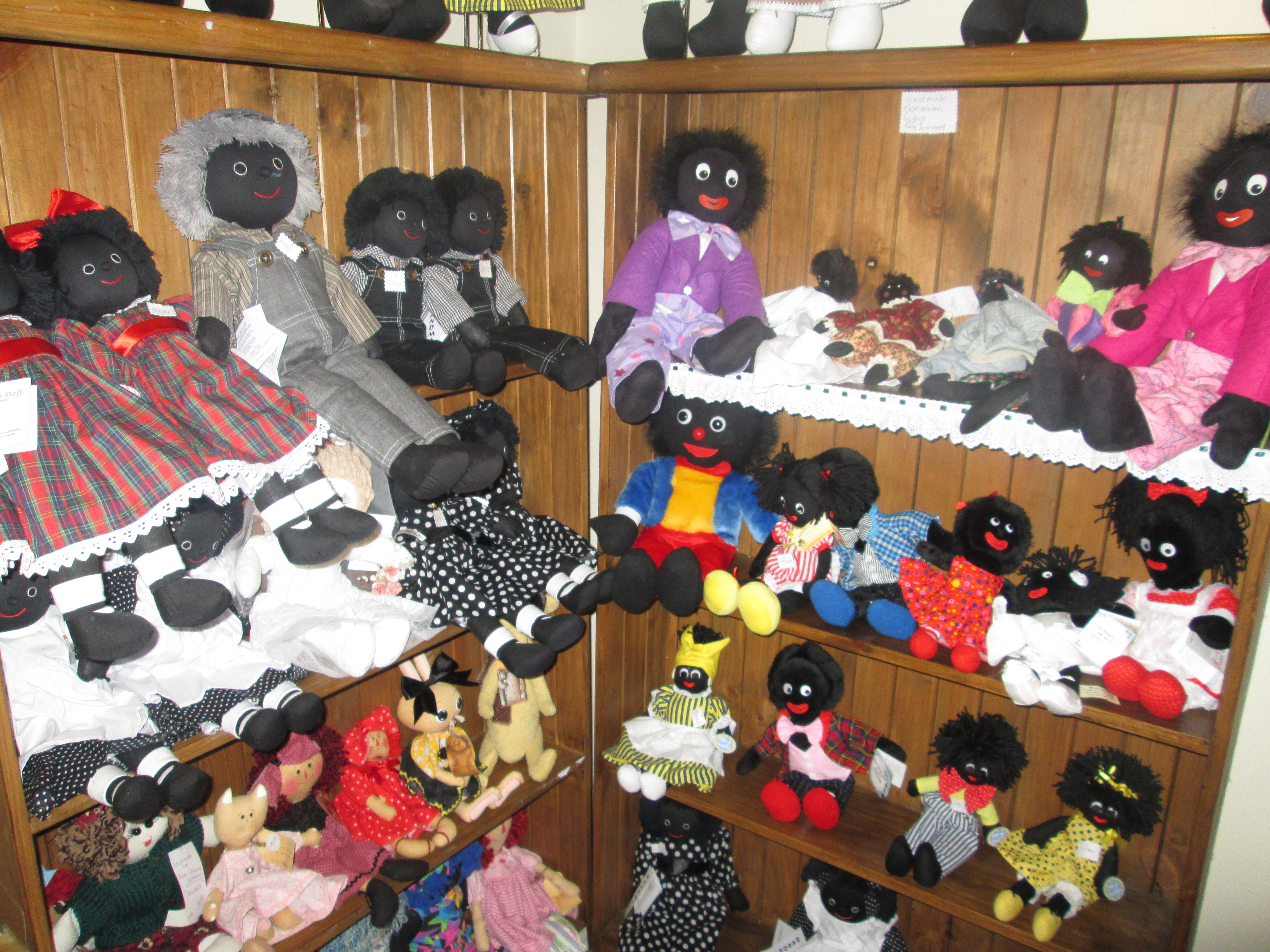
泰迪熊商店
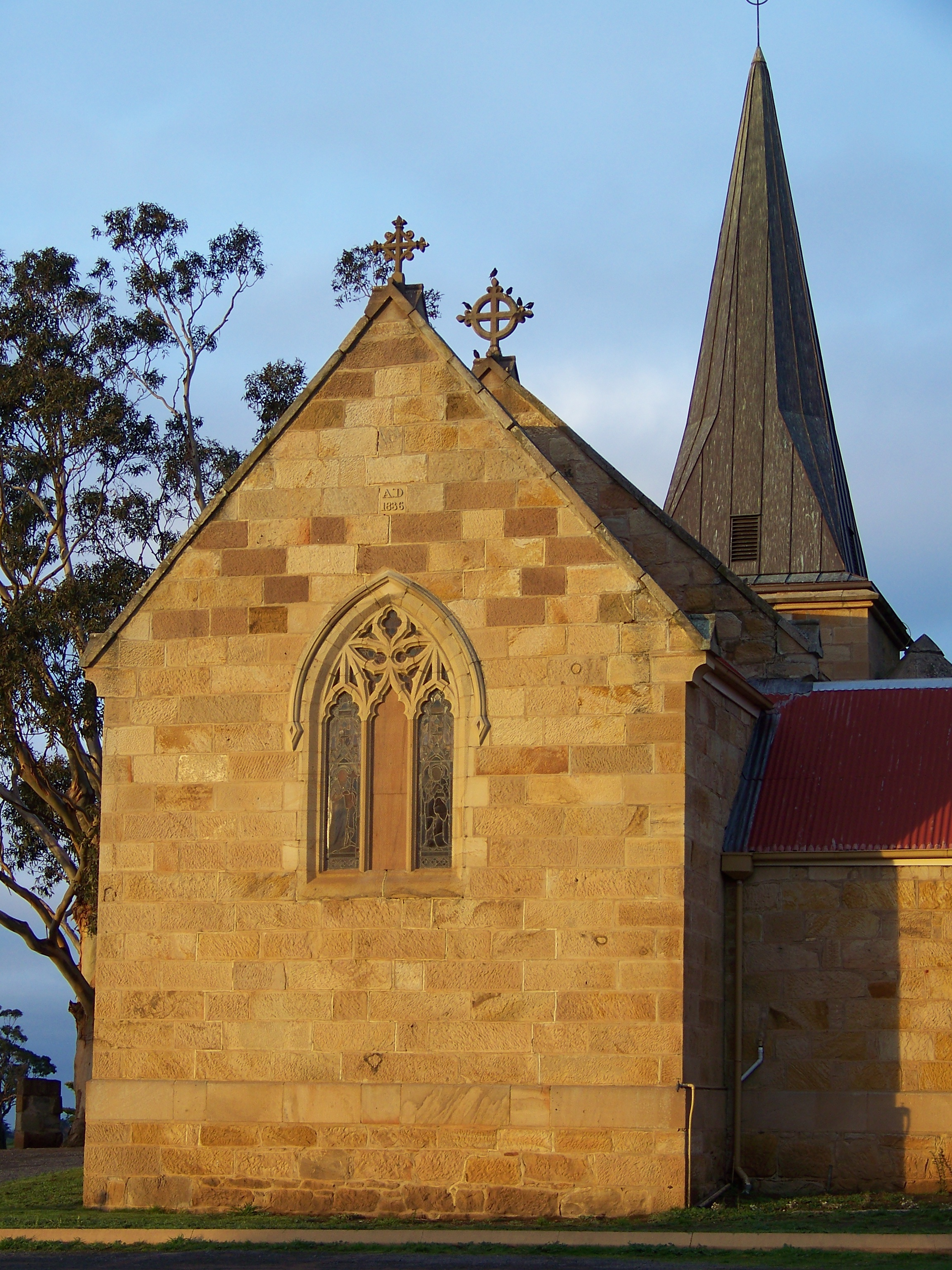
圣约翰教堂